# Gina Pietsch

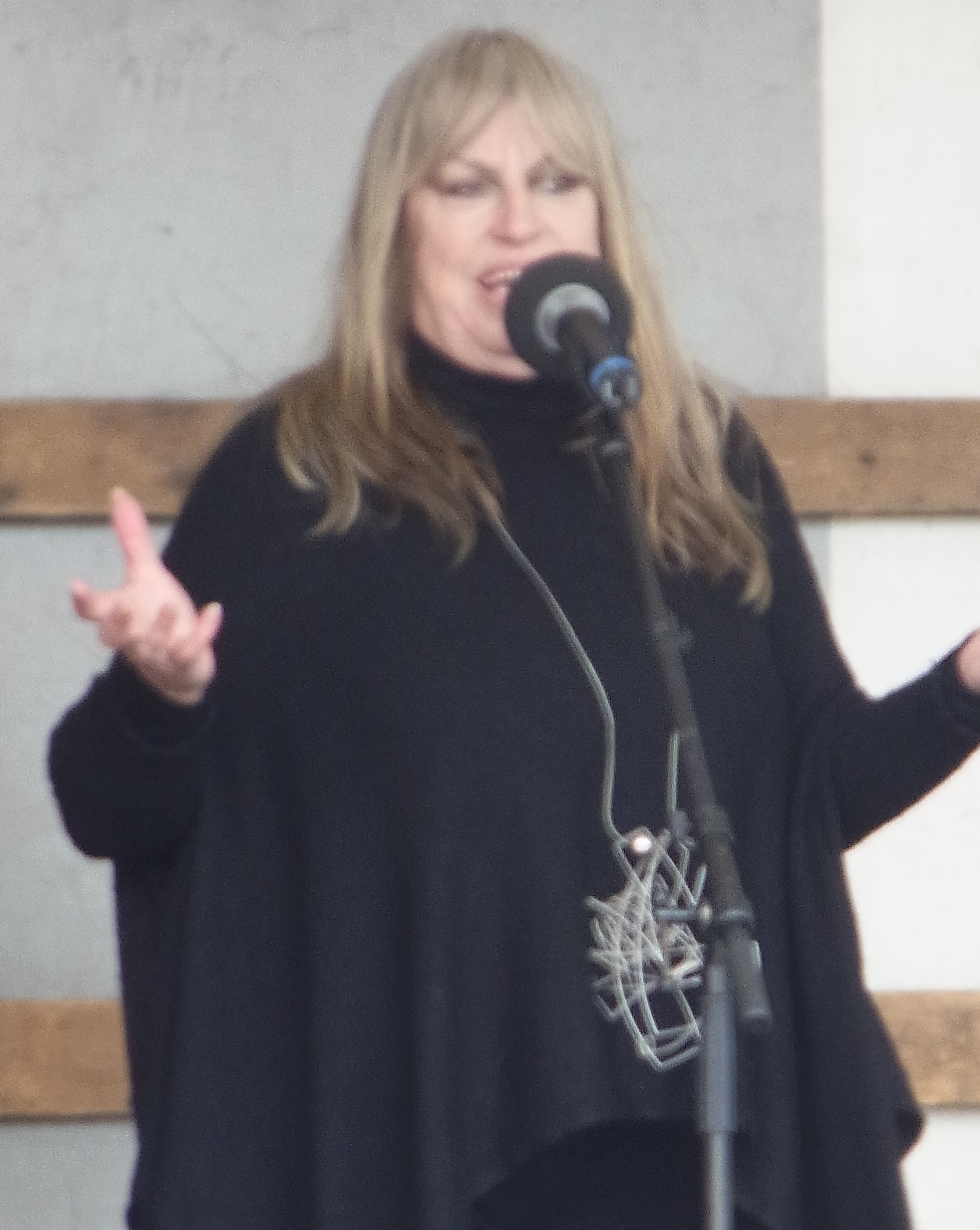
Gina Pietsch auf einer Friedensdemonstration am 31. August 2014

Gina Pietsch (* 22. Juli 1946 in Querfurt) ist eine deutsche Sängerin und Schauspielerin.

## Leben
Gina Pietsch war Mitglied des Oktoberklubs und später der Gruppe Jahrgang 49. Sie studierte Germanistik und Musik an der Karl-Marx-Universität Leipzig. An der Hochschule für Musik „Hanns Eisler“ Berlin studierte sie das Fach Chanson bei der Diseuse Gisela May. Weiterhin schloss sie an der Hochschule für Schauspielkunst „Ernst Busch“ Berlin ein Schauspielstudium ab. Ihr wichtigster Lehrer dort war Ekkehard Schall.
Gina Pietsch war Solistin in zahlreichen Rundfunk- und Fernsehproduktionen. 1973 nahm sie für die DDR-Plattenfirma AMIGA gemeinsam mit Gerry Wolff die LP „He hör mal zu – Lieder des anderen Amerika“ auf. Sie spielte und inszenierte am Städtebundtheater Hof, am Schlossparktheater in Berlin-Steglitz, am Schlosstheater Celle und am Stadttheater Fürth. In ihrem Repertoire befinden sich literarisch-musikalische Soloabende basierend auf Texten von Brecht, Goethe, Heine, Bachmann und Braun sowie Abende über Helene Weigel, Mikis Theodorakis und Rosa Luxemburg. Ihre Inszenierung des Brecht-Abends „Die Ware Liebe“ am Stadttheater Fürth wurde 1998 mit dem Bayerischen Theaterpreis ausgezeichnet. Anlässlich des 100. Geburtstages von Bertolt Brecht wurde 2000 im Deutschlandfunk die Sendung „Aus einem Leben in ein anderes“ ausgestrahlt, für die Pietsch sowohl das Buch schrieb als auch Regie führte. Von 1992 bis 2010 war Gina Pietsch Dozentin im Fach Gesang und Interpretation an der Hochschule für Schauspielkunst „Ernst Busch“ Berlin, seit 2011 unterrichtete sie die gleichen Fächer an der Filmhochschule Babelsberg „Konrad Wolf“.
Gina Pietsch engagiert sich politisch, seit 2009 geschichtspolitisch in der Vereinigung der Verfolgten des Naziregimes – Bund der Antifaschistinnen und Antifaschisten. An der jährlichen Rosa-Luxemburg-Konferenz der linken Tageszeitung junge Welt beteiligte sie sich 2019 mit Stücken u. a. von Bertolt Brecht, Hanns Eisler, Kurt Weill und Gerhard Gundermann.

## Kritiken
„Da müsste man lange suchen und würde dann sehr wahrscheinlich zu dem Ergebnis kommen: Mit solch sorgfältiger Recherche, mit derartig intelligenter Präsentation, mit dieser Variationsbreite, mit vergleichbarer Intensität der Darstellung, mit einem so hochkarätigen Unterhaltungs- und Bildungswert dürfte es derzeit kein zweites Brecht-Interpretinnen-Duo geben.“

## Diskografie
- 1991: „Alles wandelt sich“
- 1997: „Klampfenlieder bei Brecht“
- 2001: „Jesus macht nicht mehr mit“
- 2002: „Pietsch singt Folkerts“
- 2007: „Er hat Vorschläge gemacht…“ (Raumer Records)
- 2009: „Was träumt der Teufel – Lieder und Texte von Peter Hacks“ (Eulenspiegel Verlag)
- 2015: „Lieder der Verschollenen“
- 2019: „Seiner Nützlichkeit wegen“
- 2020: „Sagen wird man über unsere Tage“

## Autobiografie
- Mein Dörfchen Welt, Neues Leben, Berlin, 2017, ISBN 978-3-355-01864-7.

## Auszeichnungen
- 1998 ihre Inszenierung des Brecht-Abends „Die Ware Liebe“ am Stadttheater Fürth erhielt den Bayerischen Theaterpreis.[4]
- Sie ist Ehrenmitglied der Ernst-Busch-Gesellschaft.[5]